# Bromsgrove
Bromsgrove is een Engels district in het shire-graafschap (non-metropolitan county OF county) Worcestershire en telt 99.000 inwoners. De oppervlakte bedraagt 217 km².
Van de bevolking is 17,2% ouder dan 65 jaar. De werkloosheid bedraagt 2,1% van de beroepsbevolking (cijfers volkstelling 2001).

## Plaatsen in district Bromsgrove
- Aston Fields
- Blakedown
- Bromsgrove (plaats)
- Catshill
- Stoke Prior
- Tutnall

## Civil parishesin district Bromsgrove
Alvechurch, Barnt Green, Belbroughton, Bentley Pauncefoot, Beoley, Bournheath, Catshill and North Marlbrook, Clent, Cofton Hackett, Dodford with Grafton, Finstall, Frankley, Hagley, Hunnington, Lickey and Blackwell, Romsley, Stoke, Tutnall and Cobley, Wythall.

## Bekende inwoners van Bromsgrove

### Geboren
- Alfred Harold Albut (1850-1916), voetbaltrainer
- A.E. Housman (1859-1936), schrijver
- Mark Burns (1936-2007), acteur
- Ian Taylor (1954), hockeydoelman
- Mark Williams (1959), acteur, tekstschrijver, cabaretier en presentator
- Jonathan Coe (1961), schrijver
- Andy Smith (1967), darter
- Emily Kay (1995), weg- en baanwielrenster